# Charops ater
Charops ater là một loài tò vò trong họ Ichneumonidae.